# Peter Pfister (Baumeister)

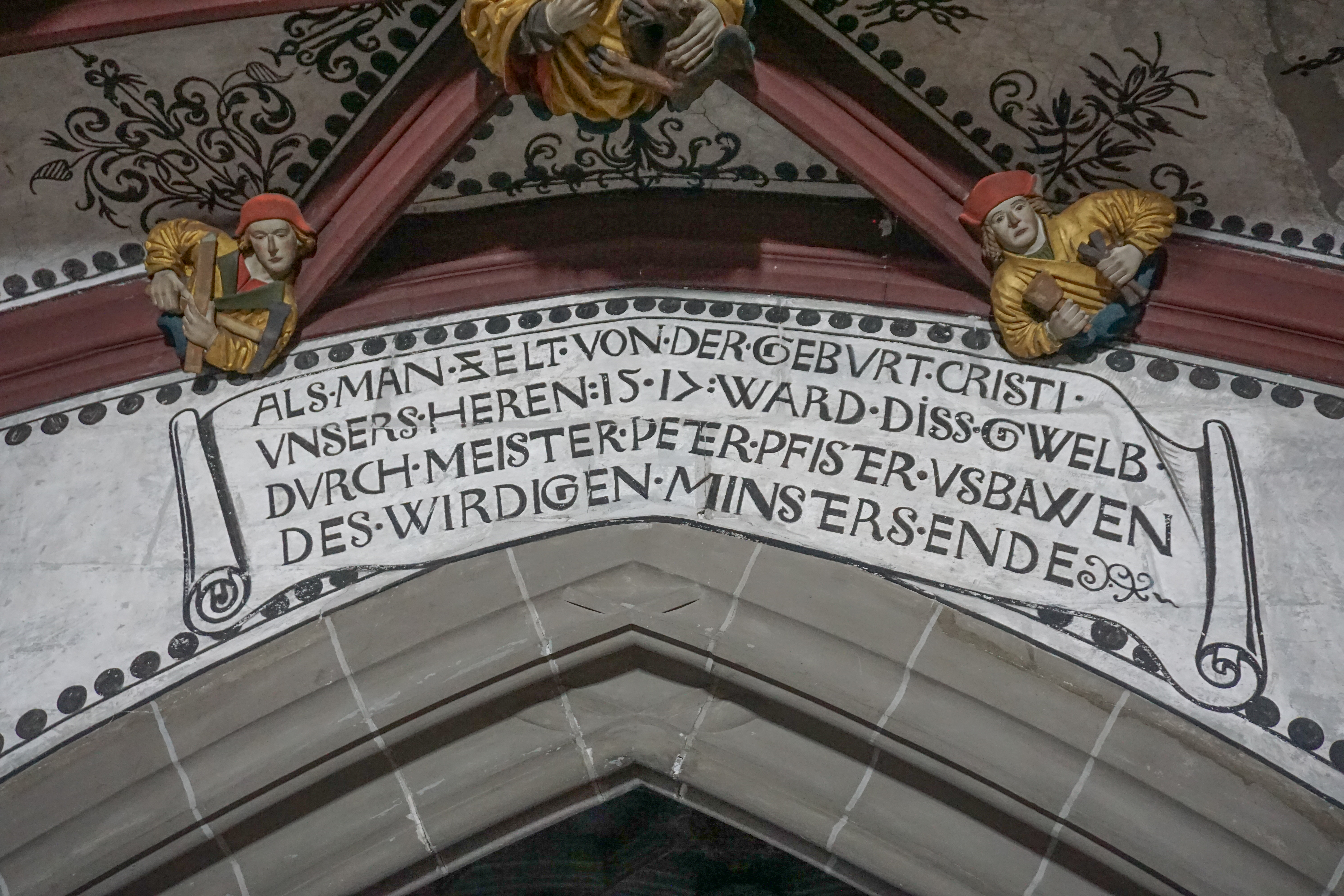
Schriftband am Chorbogen mit Peter Pfisters Namen und Jahrzahl 1517

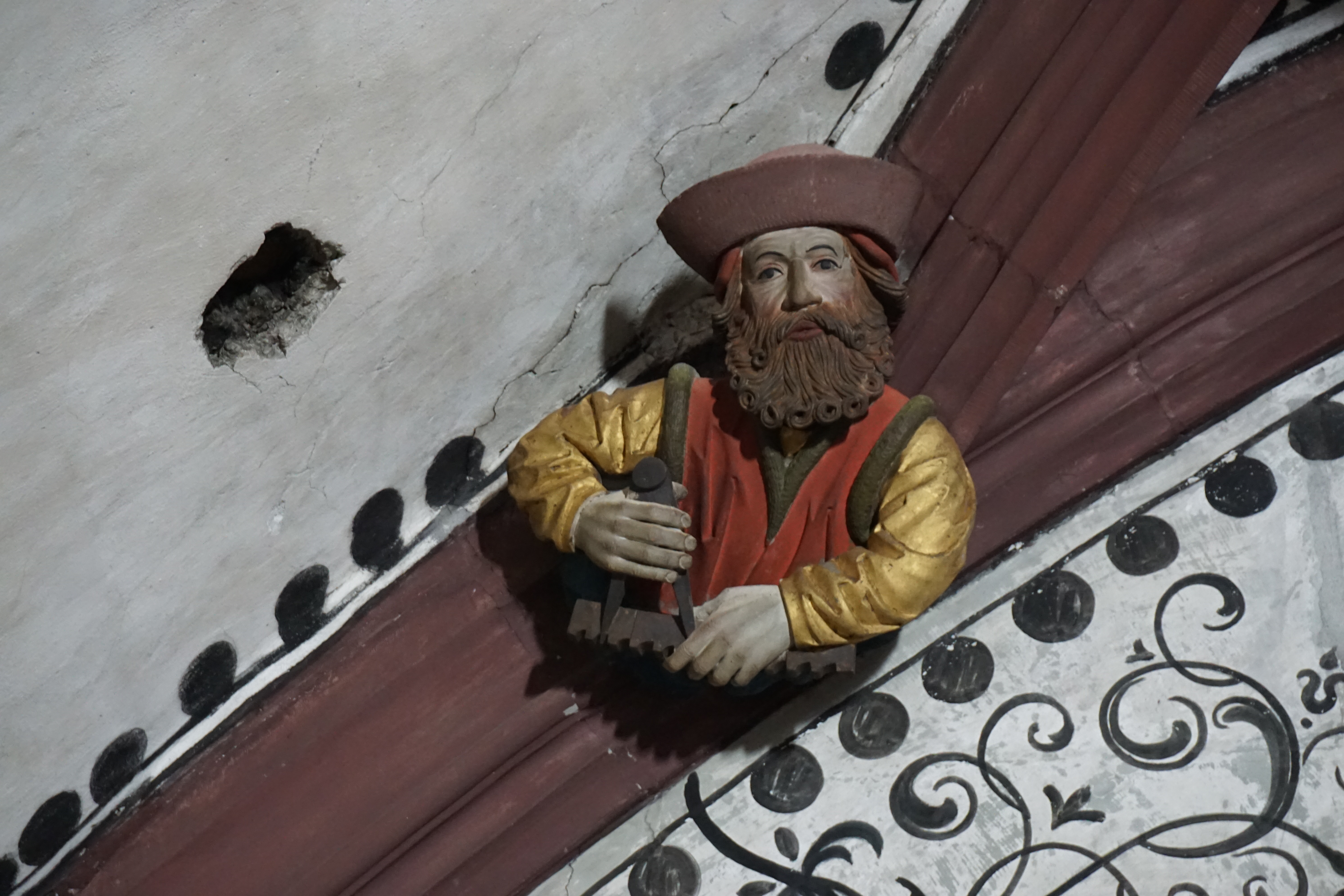
Der Werkmeister (Hl.Sempronianus) möglicherweise Peter Pfisters Selbstbildnis

Peter Pfister (* vor 1500; † vor dem 13. September 1520) von Basel war ein Schweizer Werkmeister am Berner Münster und wurde erst 1909 als Erbauer des Chorgewölbes erkannt.
Peter Pfister arbeitete zunächst mit Erhart Küng und wurde als dessen Nachfolger am 1. August 1505 zum Werkmeister gewählt. Zunächst erhöhte er vermutlich die Mauern der Seitenwände und baute das obere Viereck des Turms bis zum Oktogon. Sein zentrales Werk ist das Chorgewölbe (Himmlischer Hof) mit seinen 87 als Heiligenfiguren ausgearbeiteten Schlusssteinen.
Bis man 1909 die Inschrift am Chorbogen entdeckte, wurde fälschlich Niklaus Manuel als der Ersteller des Gewölbes vermutet. Der hatte aber einzig die Ornamente in den Spickeln gemalt und möglicherweise die Figuren in Farbe gefasst.
Pfister wohnte in einem Haus an der Kirchgasse in Bern und war von 1514 bis 1520 Mitglied des Grossen Rates. Sein Sohn Paul Pfister wurde 1546 ebenfalls Münsterbaumeister, ohne nachgewiesene Arbeiten.
Peter Pfister starb 1520, drei Jahre nach Abschluss des Chorgewölbes im Berner Münsters.